# Derron Smith
Derron Smith (Banning, 4 febbraio 1992) è un ex giocatore di football americano statunitense che ha giocato nel ruolo di free safety.

## Biografia

### Cincinnati Bengals
Dopo avere giocato al college alla Fresno State University, Smith fu selezionato nel corso del sesto giro (197º assoluto) dai Cincinnati Bengals nel Draft NFL 2015. Debuttò come professionista subentrando nella gara del primo turno contro gli Oakland Raiders. La sua stagione da rookie si chiuse con 4 tackle, disputando tutte le 16 partite, nessuna delle quali come titolare.

## Statistiche
| Partite totali      | 16  |
| Partite da titolare | 0   |
| Tackle totali       | 4   |
| Sack                | 0,0 |
| Intercetti          | 0   |
| Fumble forzati      | 0   |

Statistiche aggiornate alla stagione 2015